# Milorad Vicanović-Maza
Pour les articles homonymes, voir Maza.
Milorad Vicanović-Maza (cyrillique serbe : Милорад Вицановић Маза, né le 6 novembre 1965 à Banja Luka, alors en Yougoslavie), dit Maza, est un dessinateur serbe de bande dessinée. Il vit à Laktaši, en Bosnie-Herzégovine.

## Biographie
Maza organise le Salon Stripa Laktasi, un festival annuel de bande dessinée qui rassemble les plus importants artistes des Balkans.

## Œuvres en bande dessinée

### Wunderwaffen
Scénario de Richard D. Nolane, Soleil
1. Le Pilote du Diable (2012)
2. Aux portes de l’enfer (2013)
3. Les Damnés du Reich (2013)
4. La Main gauche du Führer (2013)
5. Disaster Day (2014)
6. Le Spectre de l’Antarctique (2014)

Une autre série paraît dans le sillage de Wunderwaffen : Space reich, scénario de Richard D. Nolane, dessin de Marko  Nikolić, Soleil coll. « Wunderwaffen présente »
1. Duel d’aigles (storyboard de  Maza[4], 2015)

### Lady Spitfire
Scénario de Sébastien Latour, Delcourt coll. « Histoire & histoires »
1. La Fille de l’air[5] (2012)
2. Der Henker (2012)
3. Une pour tous et tous pour elle (2013)
4. Desert Air Force (2014)

### Jour J
Scénario de Fred Blanchard, Fred Duval et Jean-Pierre Pécau, Delcourt coll. « Neopolis »
1. Oméga (septembre 2013)
2. Opération Charlemagne (novembre 2014)
3. Le Crépuscule des damnés (prévu en 2015)

### Autres
- Triangle rose[6], scénario de Michel Dufranne, Quadrants coll. « Astrolabe » (2011)
- Indochine T1: Adieu, vieille Europe[7],[8], scénario de Jean-Pierre Pécau, Delcourt, 2020,  (ISBN 978-2413019848)
- Brouillage intégral[9], (tome 8 Les Futurs de Liu Cixin), collection Neopolis, d'après le roman éponyme de Liu Cixin, scénario de Marko Stojanović, dessin de Maza, couleur de Desko, Delcourt, 2023.  (ISBN 978-2413038108)